# Ben Tre
Ben Tre (em : Bến Tre) é uma das 63 províncias do Vietname. Localiza-se na Região do Delta do Rio Mekong e sua população, estimada em 2011, era de 1 257 800 habitantes. A capital da província é a cidade de Ben Tre.

## Administração
Politicamente, a província de Ben Tre está dividida em oito distritos:
- Ba Tri
- Binh Dai
- Chau Thanh
- Cho Lach
- Giong Trom
- Mo Cay Bac
- Mo Cay Nam
- Thanh Phu

A capital da província, também chamada Ben Tre, é um município separado. Os distritos, por sua vez são divididos em comunas.